# Niamh Wilson
Niamh Wilson (Oakville, 9 marzo 1997) è un'attrice canadese, nota per aver interpretato Corbett Denlon in Saw III - L'enigma senza fine e Saw V.

## Carriera
Wilson ha iniziato la sua carriera recitando nell'episodio pilota di Chasing Alice all'età di cinque anni ed ha interpretato Sarah Lewis in Haunting Sarah, che le ha valso uno Young Artist Award nel 2006. Mentre è stata a Los Angeles per ritirare il premio, insieme a sua madre ha creato un documentario radiofonico intitolato Child Star Goes to Hollywood sul loro viaggio a Hollywood. Niamh ha recitato nel film Ice Planet, nel ruolo della figlia del comandante Trager e nella serie di Family Channel Debra!, che le ha valso nuovamente uno Young Artist Award nel 2012.

## Vita privata
Niamh è anche ballerina, in particolare ballo moderno e pointe, si è diplomata nel 2015, ha frequentato il George Brown College ed è un'antropologa all'Università di Toronto.

## Filmografia

### Cinema
- Aurora Borealis, regia di James C.E. Burke (2005)
- Il segreto di Claire, regia di Jordan Barker (2006)
- Saw III - L'enigma senza fine, regia di Darren Lynn Bousman (2006)
- Saw IV, regia di Darren Lynn Bousman  (2007)
- Saw V, regia di David Hackl (2008)
- Saw VI, regia di Kevin Greutert (2009)
- Lo straordinario viaggio di T.S. Spivet (The Young and Prodigious T.S. Spivet), regia di Jean-Pierre Jeunet (2013)
- Skating to New York (2013)
- Maps to the Stars, regia di David Cronenberg (2014)
- Giant Little Ones, regia di Keith Behrman (2018)

### Televisione
- Chasing Alice
- Plague City: SARS in Toronto (2005)
- Nella mente di Sarah (Haunting Sarah), regia di Ralph Hemecker – film TV (2005)
- The House Next Door (2006)
- Runaway - In fuga,  7 episodi (2006-2008)
- They Come Back (2008)
- Flashpoint, episodio: "Haunting the Barn" (2009)
- Heartland, episodio: "Little Secrets" (2011)
- Falling Skies – serie TV, episodi: "Sanctuary: Part 1" e "Eight Hours" (2011)
- Haven, episodio: "Silent Night" (2011)
- Debra!, 13 episodi (2011-202)
- Nemici per la pelle (2012)
- La mia babysitter è un vampiro,episodio: "Village of the Darned" (2012)
- Warehouse 13 - serie TV, episodio: "Fractures" (2012)
- Rookie Blue - serie TV, episodi: "The First Day of the Rest of Your Life" e "I Never" (2012)
- Hemlock Grove - serie TV, episodi: "Birth", "Catabasis" e "What Peter Can Live Without" (2013)
- Degrassi: The Next Generation – serie TV, 23 episodi (2014-2015)
- Good Witch - serie TV, episodi: "Starting Over...Again" e "Do The Right Thing" (2015)
- Between – serie TV, 3 episodi (2015)

## Riconoscimenti
- 2006 – Young Artist Award per Haunting Sarah[7]

- 2007 – Nominata Young Artist Award per The House Next Door[8]

- 2008 – Nominata Young Artist Award per They Come Back[9]

- 2012 – Young Artist Award per Debra![10]

- 2016 – Young Artist Award per Lo straordinario viaggio di T.S. Spivet[11]